# Noise Vibration Harshness

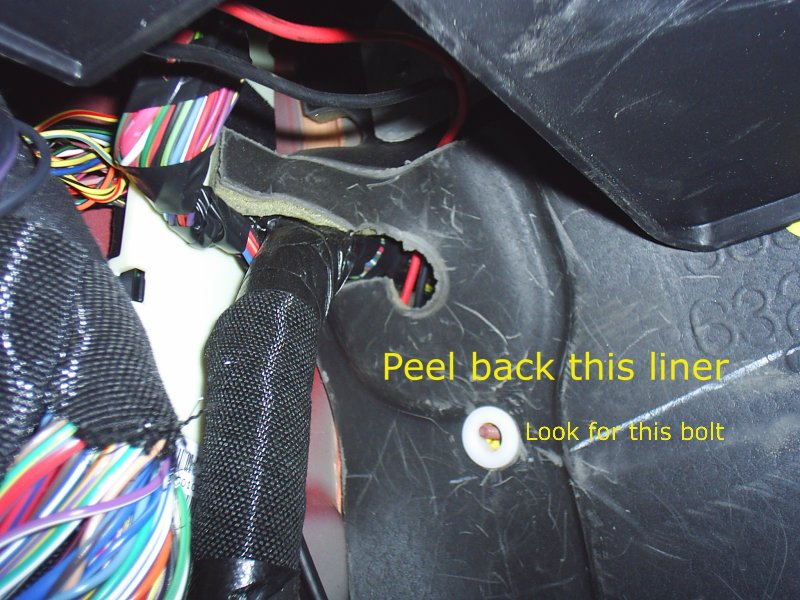
NVH-Bauteil im PKW an der Stirnwand als akustische Abdämmung des Innenraums

Noise, Vibration, Harshness (NVH, „Geräusch, Vibration, Rauhigkeit“) bezeichnet zusammenfassend die hör- oder spürbaren Schwingungen in Kraftfahrzeugen oder an Maschinen. Rauhigkeit bezeichnet den sowohl hör- als auch fühlbaren Übergangsbereich im Bereich von 20 Hz bis 100 Hz. Generell ist die Ursache für NVH die lokale Krafteinleitung einer Schwingungsquelle in schwingungsübertragenden Medien (wie zum Beispiel mechanische Strukturen in Kraftfahrzeugen). Die Gründe für Schwingungen sind konkret meist Stick-Slip-Effekte (selbsterregte Reibschwingungen) im Fahrzeug, die entweder Nebenerscheinungen gewollter Reibung sind oder ungewollt bei Festkörperreibung entstehen und zur Abstrahlung von Körperschall und letztlich hörbarem Luftschall führen. Typische Beispiele für NVH sind quietschende Bremsen, ratternde Scheibenwischer, Getriebeheulen, Rupfen der Kupplung oder Geräusche der Fahrzeugklimatisierung. Ein weiterer Grund für die Entstehung von Schwingungen ist die Anregung von Bauteileigenfrequenzen.
In der Praxis werden solche Effekte durch die Automobilhersteller und -zulieferer bewertet, um das Reklamationsrisiko abzuschätzen und die Akzeptanz des Produktes bei der überwiegenden Mehrheit der Kunden sicherzustellen. Die Bewertung wird beispielsweise in Abhängigkeit dieser Faktoren vorgenommen:
- Fahrsituation: Wenn die Geräusche nur dann auftreten, wenn der Fahrer in einer Stresssituation ist, nimmt er entsprechende Geräusche weniger wahr.
- Erwartungshaltung des Fahrers: Quietschende Bremsen, ratternde Scheibenwischer und bei ABS-Aktivität erzeugte Bremsgeräusche werden eher akzeptiert, als Geräusche in der Lüftung. Bestimmte Fahrgeräusche werden von Sportwagenfahrern akzeptiert, während Limousinenfahrer die gleichen Geräusche reklamieren.
- Empfindlichkeit der Kundengruppe: Erfahrungswerte darüber, ab wann die Mehrzahl der Kunden NVH überhaupt bemerkt und ab wann die Toleranzschwelle zur Reklamation überschritten wird.

Von Maßnahmen gegen NVH zu unterscheiden ist das Akustikdesign von Motor- und Auspuffgeräuschen, zuschlagenden Türen oder aktiven Elektromotoren. Beim NVH geht es um die Vermeidung von Schwingungen, die den Fahrkomfort beeinträchtigen, beim Akustikdesign geht es um die Optimierung erwartungsgemäß hörbarer Geräusche hinsichtlich der Vorstellungen und Assoziationen des Käufers.